# فتح الوصيد في شرح القصيد
كتاب فتح الوصيد في شرح القصيد لمؤلفه أبي الحسن علي بن محمد السخاوي، تلميذ القاسم بن فيرة الشاطبي، المتوفي في (558هـ) من كتب علم القراءات المرجعية، وقد تناول فيه المؤلف متن حرز الأماني (الشاطبية) للشاطبي بالشرح والتحليل، وقد شهد له المؤرخ ابن خلكان بالبراعة في مختلف العلوم، وفي علم القراءات خاصة، ومن أبرز مميزات كتابه أنه أول شرح لحرز الأماني (الشاطبية)، وأنه اهتم بالتصريف والإعراب ومعاني الأبيات، ونقل عن 37 مصدرا بشكل مباشر، ونقل أقوال (57) عالما.
قال عنه أبو شامة المقدسي: «وإنما شهرها بين الناس، وشرحها وبين معانيها، وأوضح ونبه على قدر ناظمها، وعرَّف بحال عالمها، شيخنا الإمام العلامة علم الدين، بقية مشايخ المسلمين، أبو الحسن علي بن محمد، الذي ختم الله به هذا العلم، مع علو المنزلة في التفقه والفهم، جزاه الله تعالى عنا أفضل الجزاء، وجمع بيننا وبينه في دار العلم والبقاء».

## كتاب فتح الوصيد ومؤلفه
اسم الكتاب: فتح الوصيد في شرح القصيد، وهو شرح لحرز الأماني (الشاطبية) وقد سماه مؤلفه بذلك، وذكر في كتب أخرى مثل كتاب الوسيلة إلى كشف العقيلة الذي يقول فيه: (وقد ذكرت في فتح الوصيد حجة ابن عامر رحمه الله بأبسط من هذا).
ومؤلفه: علم الدين أبو الحسن علي بن محمد بن عبد الصمد الهمْداني السخاوي المصري الدمشقي، قيل: ولد سنة (558هـ)، وقيل: (559هـ) ورجح ابن خلكان أنه ولد سنة (558هـ)، ومات سنة (643هـ).
وهو عالم بارع في علم القراءات وغيرها، عالم بالمذهب الشافعي، متقنا للغة والتفسير، فصيحا في الشعر، عارفا بالأصول.

## زمن تأليف الكتاب
ألفه قبل سنة (619هـ) حيث ذكر ياقوت الحموي في ترجمة السخاوي، أن له كتابًا عنوانه (فتح الوصيد) وقال بعدها: (وكتبت هذه الترجمة سنة تسع عشرة وستمائة) وقد عاش بعدها أربعًا وعشرين سنة.

## سبب تأليفه
ذكر السبب في مقدمة كتابه، وهو: كونه يرى أن نظم حرز الأماني من أنفع الكتب في علم القراءات، وهي نظم لكتاب التيسير أحد أهم الكتب في القراءات، فقد جمع حرز الأماني بين إيجاز اللفظ وجزالة النظم وغرابته.
وكذلك محاولته تحقيق رغبة شيخه الشاطبي، فقد ذكر تلميذه الآخر أبو شامة عنه أنه قال: (لو كان في أصحابي خير أو بركة لاستنبطوا من هذه القصيدة معان لم تخطر لي).
وقال أيضًا: (وحكى لنا بعض أصحابنا أنه سمع بعض الشيوخ المعاصرين للشاطبي يقول: لمته في نظمه لها لقصور الأفهام عن دركها فقال لي: «يا سيدي هذه يقيض الله لها فتى يبينها» أو كما قال، قال: فلما رأيت السخاوي قد شرحها علمت أنه ذلك الفتى الذي أشار إليه).

## موضوعات الكتاب
شرح لمتن الشاطبية – حرز الأماني ووجه التهاني -، بدأ فيه بالمقدمة بالحمد لله ثم الصلاة على الرسول محمد صلى الله عليه وسلم، ثم ذكر غرض التأليف وهو شرح حرز الأماني، ثم ذكر سيرة الشاطبي، ثم بدأ بشرح المتن على ترتيب الشاطبي، بشرح الغريب، وبيان المعاني، وإعراب الألفاظ، وتوجيه القراءات.

## أهمية كتاب فتح الوصيد
تستمد مكانة الكتاب من مكانة مؤلفه العلمية، وأهمية الكتاب الذي شرحه وهو متن الشاطبية، وقد عرض شرحه على أستاذه الشاطبي صاحب متن الشاطبية، واستفاد منه، كما أنه يعد أول شروح الشاطبية التي فتحت الباب لما بعدها من الشروح، كما نقل عن مصادر وكتب مفقودة، ذكر مسائل في توجيه القراءات، ذكر مسائل في علوم القرآن.

## من مميزات الكتاب
أنه أول شرح على متن حرز الأماني، وقد اعتمد على الكثير من المصادر في علم القراءات وغيرها، صرح بـ (37) منها تقريبا، واعتمد على أقوال كثير من أئمة العلم في مختلف العلوم، وقد بلغ عدد الذين نقل عنهم بشكل مباشر نحوا من (57) عالما، وقد كان ينقل عنهم ويناقش أقوالهم، ويبين خطأهم كما فعل مع جار الله الزمخشري.

## منهجه في الكتاب
يتتبع أبيات حرز الأماني بيتا بيتا، ويبين في بداية كل باب في متن حرز الأماني التعريفات والتقسيمات، كتعريف الإدغام والإمالة، ويعتني بألفاظ الأبيات من جهة الاشتقاق في الصرف واللغة والإعراب، ويذكر معاني الأبيات، ويذكر توجيه القراءات، كما يبين ويفسر بعض معاني القرآن.

## أقوال علماء القراءات عن كتاب فتح الوصيد
قال عنه أبو شامة: «وإنما شهرها بين الناس، وشرحها وبين معانيها، وأوضح ونبه على قدر ناظمها، وعرَّف بحال عالمها، شيخنا الإمام العلامة علم الدين، بقية مشايخ المسلمين، أبو الحسن علي بن محمد، الذي ختم الله به هذا العلم، مع علو المنزلة في التفقه والفهم، جزاه الله تعالى عنا أفضل الجزاء، وجمع بيننا وبينه في دار العلم والبقاء».
قال عنه ابن الجزري: «وألَّف من الكتب شرح الشاطبية، وسماه فتح الوصيد، وهو أول من شرحها، بل هو – والله أعلم – سبب شهرتها في الآفاق».

## طبعات الكتاب
- طبعة مكتبة دار البيان بتحقيق: د. أحمد عدنان الزعبي،– الكويت، 2002م.
- طبعة مكتبة الرشد بتحقيق: د. مولاي محمد الإدريسي الطاهري، - الرياض، 2002م.